# Тетрик I
Гай Пий Езувий Тетрик (Gaius Pius Esuvius Tetricus) е последният император на отцепилата се Галска империя (Imperium Galliarum).
Тетрик I е издигнат за император в Бурдигала, дн. Бордо, след убийството на Викторин и управлява Галия от 271 до 274 година. Влиятелен благородник от знатна гало-римска фамилия, той бил губернатор на Аквитания и получил трона със съдействието на майката на Викторин.
Тетрик трябвало да осуетява множество опити за узурпация от страна на неговите управители в Галия и Белгия. Той отседнал в Augusta Treverorum, днешен Триер, откъдето ръководел отбраната на Рейнската граница срещу германските племена. През 273 г. обявил сина си Тетрик II за съимператор и цезар.
Галската империя необратимо западала – още при Клавдий II били отнети испанските провинции и Аквитания. Аврелиан разбил войските на Тетрик I в битката при Шалон (Châlons-sur-Marne) през февруари-март 274 година. Тетрик и сина му се предали на милостта на победителя, който пощадил живота им и след края на Гало-Римската империя ги включил в своята триумфална процесия в Рим. Бившите императори прекарали живота си като нормални граждани в Италия.